# Kontrollratsgesetz Nr. 46
Das Kontrollratsgesetz Nr. 46 ist ein vom Alliierten Kontrollrat am 25. Februar 1947 erlassenes Gesetz zur Auflösung des Staates Preußen (Amtsblatt des Kontrollrats in Deutschland S. 262). Es steht in einer Reihe von Kontrollratsgesetzen, die auf dem völkerrechtlichen Besatzungsrecht im von den Vier Mächten besetzten Deutschland gründen.

## Inhalt
Die Präambel hält fest, dass Preußen „seit jeher Träger des Militarismus und der Reaktion in Deutschland“ gewesen sei und „in Wirklichkeit“ aufgehört habe zu bestehen. In Artikel 1 werden der „Staat Preußen“, seine Regierung und nachgeordneten Behörden aufgelöst und in Artikel 2 angeordnet, dass die Teile Preußens, die „der Oberhoheit des Kontrollrats unterstehen“, die Rechtsstellung von Ländern erhalten oder Ländern hinzugefügt werden sollen. Diesen Ländern sollen gemäß Artikel 3 Funktionen, Vermögen und Verbindlichkeiten Preußens übertragen werden, vorbehaltlich von der Alliierten Kontrollbehörde getroffener Abkommen.

## Geltung
Das Kontrollratsgesetz Nr. 46 vom 25. Februar 1947 wurde am selben Tag in Berlin ausgefertigt und trat sofort in Kraft.
Für die Deutsche Demokratische Republik wurde es 1955 außer Wirkung gesetzt durch den Beschluss des Ministerrats der UdSSR über die Auflösung der Hohen Kommission der Sowjetunion in Deutschland vom 20. September 1955. Für die Bundesrepublik Deutschland wurde es formal durch das Gesetz zur Bereinigung des Besatzungsrechts vom 23. November 2007 aufgehoben.

## Wirkung
Spätestens durch dieses Gesetz wurde Preußen als Verwaltungseinheit für die Dauer der Besatzungszeit  auch de jure aufgelöst, nachdem sein Staatsgebiet nach Ende des Zweiten Weltkriegs in  Besatzungszonen aufgeteilt worden war, die unterschiedlichen politischen Machtblöcken angehörten, und ein einheitlicher preußischer Staat so nach verbreiteter Ansicht bereits faktisch aufgehört hatte zu existieren.
Einer anderen Auffassung zufolge hat das Kontrollratsgesetz Nr. 46 lediglich deklaratorischen Charakter gehabt; der Freistaat Preußen habe schon durch Inkrafttreten des Gesetzes über den Neuaufbau des Reichs vom 30. Januar 1934 (RGBl. I, S. 75; siehe Gleichschaltung) aufgehört zu bestehen. Dieser Ansicht wird aber entgegengehalten, dass zwischen dem Bestehen Preußens als teilsouveränem (Glied-)Staat und als Rechtssubjekt zu differenzieren sei: Das Gesetz über den Neuaufbau des Reichs nahm den Ländern lediglich die Eigenstaatlichkeit, als Rechtssubjekte existierten die Länder somit fort (siehe dazu auch das Lübeck-Urteil des Bundesverfassungsgerichts).

## Abdruck
Das Kontrollratsgesetz Nr. 46 ist abgedruckt in:
- Ernst Rudolf Huber (Hrsg.): Quellen zum Staatsrecht der Neuzeit. Band 2: Deutsche Verfassungsdokumente der Gegenwart (1919–1951). Matthiesen, Tübingen 1951, S. 648.